# Hidroglauberita
La hidroglauberita és un mineral de la classe dels sulfats.

## Característiques
La hidroglauberita és un sulfat de fórmula química Na10Ca₃(SO₄)₈·6H₂O. És un producte d'alteració poc freqüent de la glauberita. Cristal·litza en el sistema monoclínic. Es troba en forma d'agregats feltrats de cristalls fibrosos, estriat paral·lels a la seva elongació, de fins a 0,1 mil·límetres, en masses denses.
Segons la classificació de Nickel-Strunz, la hidroglauberita pertany a «07.CD - Sulfats (selenats, etc.) sense anions addicionals, amb H₂O, amb cations grans només» juntament amb els següents minerals: matteuccita, mirabilita, lecontita, eugsterita, görgeyita, koktaïta, singenita, guix, bassanita, zircosulfat, schieffelinita, montanita i omongwaïta.

## Formació i jaciments
Va ser descoberta l'any 1963 al dipòsit de sal de Kushkanatau, a la part baixa del riu Amu Darya, al Karakalpakistan (Uzbekistan). Sol trobar-se associada a altres minerals com: glauberita, halita, mirabilita, polihalita, thenardita, blödita i guix.